# 国広正夫
国広 正夫（くにひろ まさお、1951年3月26日 - ）は、ラジオ関西の元アナウンサー、元報道制作部チーフプロデューサー。元東京支社長。愛称は「マー君」（ラジオ関西公式サイト内プロフィールより）。

## 来歴・人物
山口県下関市出身。立命館大学産業社会学部卒業。1974年、ラジオ関西にアナウンサーとして入社。同期には池田幸子がいる。
『ボンジュール世界の仲間たち』、『マー君とシュノーケル』、『KOBE AFTERNOON CLUB』等にパーソナリティとして出演。
また全国高等学校野球選手権兵庫大会中継や『サンデー・ブルーウェーブ・スタジアム』の実況などスポーツアナウンサーとしても活動した。
後にアナウンサーの第一線から退き、番組プロデューサー（報道制作部チーフプロデューサー）や姫路支局長等の社内業務主体になり、2005年東京支社次長から東京支社長に昇進。2007年5月に開設されたアニたまどっとコム通信販売サイト「アニたまSHOP」の運営統括責任者に就任した。2008年3月、本社の人事異動に伴いラジオ関西本社へ転勤。同年3月17日より本社へ戻り、4月よりアナウンサーに復帰。
2012年3月、38年勤務したラジオ関西を定年退職。

## 出演番組
- ばんばひろふみ!ラジオ・DE・しょー!（2008年4月よりラジオ関西ニュース担当アナウンサーとして出演）
- ラジオ関西ニュース（2009年4月から金曜日、土曜日を担当）
- こころにきく兵庫の昔話
- 集まれ昌鹿野編集部

メインパーソナリティではなく生放送の際に放送事故を防ぐためのサポート役として、生放送が行われるたびに毎回出演していた。
2006年6月11日にラジオ関西のアニラジ『集まれ昌鹿野編集部生放送第2部』、同年の6月18日の同番組に出演。2006年12月17日生放送第2部も出演。その際兵庫県の天気予報を、深夜の渋谷駅ハチ公前から中継で行った。翌年の2007年6月17日の生放送第2部では、『国広正夫の集まれ昌鹿野編集部』というタイトルが付けられ、国広のコーナーも設けられた。
99回放送では、喉の調子が悪い鹿野優以の代わりに、1コーナーの原稿読みを行った。
- 青春ラジメニア

古参リスナーからはロボギンガイザーの愛称で知られる。これは、ラジメニアの前身番組『歌謡曲まかせなさい』（ナイターシーズン限定放送）に、岩崎和夫（当時局アナ、現在フリー）の代理で出演した際の失敗に由来する。その日の放送で、『超合体魔術ロボ・ギンガイザー』の曲をかける際に『超合体魔術・ロボギンガイザー』とぎなた読みしてしまった。これが当時平行して放送されていたアニメ玉手箱で話題になり、後には同番組内に国広扮する「ロボギンガイザー」なるキャラクターが登場するまでに至った。
2009年4月より、ラジオ関西ニュースの担当アナウンサーとなったため、青春ラジメニアZ直後のニュースを担当していた。
- 全国高等学校野球選手権兵庫大会中継
- ラジオ関西ゴールデンナイター／サンデー・ブルーウェーブ・スタジアム
- ボンジュール世界の仲間たち[1]
- 歌謡曲まかせなさい[1]
- マー君とシュノーケル[1]
- KOBE AFTERNOON CLUB
- 国広正夫の興奮アリーナ
- JAZZって年金どっと来む